# Actinodon
Actinodon is een geslacht van uitgestorven temnospondyle Batrachomorpha (basale 'amfibieën') uit de familie Eryopidae.

## Geschiedenis
Actinodon werd in 1866 benoemd door de Franse paleontoloog Jean Albert Gaudry op basis van een holotype, i.c. een schedel die werd verzameld door Charles Frossard in de buurt van Muse in het Autun Basin (Vroeg-Perm) van Frankrijk. De status en de relatie van het taxon was lang problematisch omdat het holotype werd verondersteld verloren te zijn gegaan, totdat het in 1996 werd herontdekt in de collecties van het Museum d'Histoire Naturelle. In de tussenliggende 130 jaar werden verschillende exemplaren beschreven door andere deskundigen, waarvan sommige werden toegewezen aan andere soorten of alleen op geslachtsniveau. Werneburg & Steyer (1999) waren de laatsten die materiaal van dit taxon opnieuw beschreven. Zij verwezen het naar Onchiodon als een geldige soort, terwijl Schoch & Milner (2000) beweerden dat het een soort was van de stereospondylomorf Sclerocephalus, maar fylogenetische analyses hebben Actinodon frossardi niet geplaatst in een clade met de typesoort van beide geslachten (O. labyrinthicus of S. haeuseri), en Schoch & Milner (2014) handhaafden het gescheiden van Onchiodon.
Andere soorten oorspronkelijk benoemd binnen Actinodon blijken jongere synoniemen te zijn: Actinodon brevis is, samen met Euchirosaurus rochei, identiek aan Actinodon frossardi en Actinodon germanicus is identiek aan Cheliderpeton vranyi. Verschillende andere soorten zijn eerder in Actinodon geplaatst, nadat ze in andere geslachten waren benoemd, maar zijn sindsdien teruggeplaatst in hun oorspronkelijke geslachten of elders: Glanochton latirostris en Lysipterygium risineense. Zo blijft Actinodon frossardi over als de enige geldige soort binnen het geslacht, en het materiaal van dit taxon is alleen bekend van het Vroeg-Perm van Frankrijk.

## Anatomie
Actinodon heeft een soortgelijk schedelprofiel als stereospondylomorfen als Sclerocephalus, maar net als andere Eryopidae heeft het een relatief korter en breder achterste schedeldak; een langer prefrontale met een puntig voorste uiteinde en botten van het basicranium die met beennaden vergroeid zijn. Binnen de Eryopidae is de anatomie inderdaad erg vergelijkbaar met Onchiodon en de voortgezette scheiding van deze geslachten door Schoch & Milner (2014) is gebaseerd op een meningsverschil over de interpretatie van twee kenmerken die volgens Wernteburg & Steyer (1999) door de geslachten zouden worden gedeeld als bewijs voor hun identiteit: een brede choana en palatale tanden die alleen op de verhemeltebeenderen en ectopterygoïden staan. Schoch en Milner voerden aan dat de choana eigenlijk spleetachtig is en dat de grootte en het aantal tanden variabeler zijn. De tegenstrijdige interpretatie komt mede voort uit afwijkende opvattingen over de monofylie van Onchiodon, waarbinnen verschillende geldige soorten benoemd zijn die al dan niet één klade kunnen vormen. Materiaal van Actinodon is meestal kleiner dan die van veel andere Eryopidae.